# Lucía Ramírez
Lucía Ramírez, née le 11 mars 1959[réf. nécessaire], est une actrice dominicaine ayant essentiellement tourné dans des films pornographiques du réalisateur italien Joe D'Amato.

## Biographie
Lucía Ramírez est l'actrice d'un seul réalisateur, Joe D'Amato, qui l'emploie à huit reprises. Elle tourne ses premières scènes hardcore pour Sesso nero qui est considéré comme étant le premier film pornographique sorti sur les écrans italiens. Le film est un succès commercial qui rapporte à sa sortie plus d'un milliard de Lires. Elle joue aussi dans deux films soft dans lequel elle tient des rôles importants : elle partage l'écran de Paradiso Blu avec Anna Bergman et incarne l'amante jalouse de Nieves Navarro dans Orgasmo nero.
La belle métisse est une des figures récurrentes de la période érotico-exotique du cinéaste. Elle promène, de films en films, sa sensualité un peu languissante sur les plages de sa République dominicaine natale. On la retrouve le plus souvent aux côtés de George Eastman, de Dirce Funari et d'Annj Goren. Comme cette dernière, elle assure les séquences de sexe non simulé avec pour partenaire masculin Mark Shannon dans Hard Sensation, La Nuit fantastique des morts-vivants et Porno Holocaust,.
Elle apparaît aussi au générique du film d'horreur Rosso sangue, toujours sous la direction de D'Amato.

## Filmographie

### Cinéma
- 1980 : Paradiso Blu de Joe D'Amato : Ines
- 1980 : Le Sexe noir (Sesso nero) de Joe D'Amato : Lucia (non créditée)
- 1980 : Les Plaisirs d'Hélène (Orgasmo nero) de Joe D'Amato : Haini
- 1980 : Hard Sensation de Joe D'Amato : Susan
- 1980 : La Nuit fantastique des morts-vivants  (Le notti erotiche dei morti viventi) de Joe D'Amato : Liz
- 1981 : Porno Holocaust de Joe D'Amato : Annie (non créditée)
- 1981 : Horrible (Rosso sangue) de Joe D'Amato : la femme à la télé (non créditée)
- 1983 : Les Déchaînements pervers de Manuela de Joe D'Amato :  Inez (images d'archives, non créditée)

## Crédits
- (it) Cet article est partiellement ou en totalité issu de l’article de Wikipédia en italien intitulé « Lucia Ramirez » (voir la liste des auteurs).